# Flowers
Flowers er et opsamlingsalbum fra The Rolling Stones, og blev udgivet i 1967. Det er et virvar at numre der enten havde været udgivet på singler eller som ikke var medtaget på de amerikanske udgaver af albummene Aftermath og Between The Buttons
Titlen henviser til albummets cover, hvor der var blomster under hvert af bandets medlemmers protrætter. Basssist Bill Wyman hævder, at Mick Jagger og Keith Richards overlagt havde arrangeret at stilken uden Brian Jones blomst ikke havde blade som en spøg. Han siger senere: " Jeg forstod ikke spøgen".
Flowers fik en tredje plads på USA hitlister senere på sommeren 1967, og solgte guld. 

## Spor
Alle sange er skrevet af Mick Jagger & Keith Richards medmindre andet er anført.
Sangene "My Girl", "Ride On, Baby" og "Sittin' On A Fence", var ekslusive for dette album.
1. "Ruby Tuesday" – 3:17 
  -  En single udgivet januar 1967 og desuden medtaget på den amerikanske udgave af Between The Buttons.
2. "Have You Seen Your Mother, Baby, Standing in the Shadow?" – 2:34 
  -  Udgivet på single i september 1966.
3. "Let's Spend the Night Together" – 3:36 
  -  En single udgivet januar 1967 og desuden medtaget på den amerikanske udgave af Between The Buttons .
4. "Lady Jane" – 3:08 
  -  Oprindeligt udgivet på både den engelske og amerikanske udgave af Aftermath i 1966.
5. "Out of Time" – 3:41 
  -  Oprindeligt udgivet på den engelske udgave af Aftermath i 1966. Denne version er dog forkortet.
6. "My Girl" (Smokey Robinson/Ronald White) – 2:38
7. "Back Street Girl" – 3:26
8. "Please Go Home" – 3:17 
  - 7-8 oprindeligt udgivet på den engelske version af Between The Buttons, men fravalgt på den amerikanske version.
9. "Mother's Little Helper" – 2:46
10. "Take It or Leave It" – 2:46 
  - 9-10 oprindeligt udgivet på den engelske version af Aftermath, men fravalgt på den amerikanske version.
11. "Ride On, Baby" – 2:52
12. "Sittin' on a Fence" – 3:03